# Anthaxia juliae
Anthaxia juliae es una especie de escarabajo del género Anthaxia, familia Buprestidae. Fue descrita científicamente por Liberto en 1996.